# 同蒲战役
同蒲战役发生于1946年7月13日，于1946年9月结束，是第二次国共内战期间由中國共產黨领导的晋冀鲁豫野战军与国民政府领导的国民革命军在山西省同蒲铁路灵石至闻喜地区发生的一场战役。

## 背景
1946年7月1日至15日，陈赓率晋冀鲁豫野战军第4纵队及太岳军区部队在晋南开展闻喜战役期间，贺龙指挥晋绥军区部队在晋北展开攻势，相继攻克宁武、繁峙、代县、崞县、五台、阳明堡、原平、忻口等城镇，歼敌3000余人。国军第二战区司令长官阎锡山为应对晋北攻势，陆续将驻守晋南的部队北调，将晋南大部防御任务交给胡宗南部。由于国军在同蒲路灵石至洪洞段兵力薄弱，毛泽东8月6日-10日两次电令晋冀鲁豫野战军第4纵队和太岳军区部队：“乘虚逐个夺取同蒲路上的洪(洞)、赵(城)、霍(县)、灵(石)诸城，截断胡宗南与阎锡山两集团的联系，尔后各个歼灭”。

## 部署
国军阎锡山部陆续北调后，灵石至洪洞段国军兵力薄弱，各部分布情况是：第61军军部率第66师守临汾，地方团队千余人防洪洞，第39师大部及地方团队共3000余人守备赵城，第69师等部2000余人守备霍县，保安第16团1000余人守备灵石，第34军守备平遥、介休及其以北点线。胡宗南部因遭陈赓闻喜一役的打击，各部收缩于闻喜、安邑地区进行防御姿态。
陈赓接获毛泽东的电令后，决定北上同蒲路作战。其部署是：以第10旅攻赵城，第11旅攻洪洞，得手后，北上霍县、灵石；以第24旅包围霍县守军，而后协同第10、第11旅将其歼灭；第13旅位于闻喜、绿县地区，牵制胡宗南部；太岳军区部队分别牵制临汾和平遥、介休地区的阎锡山部。

## 作战过程
8月10日，陈赓率晋冀鲁豫野战军第4纵队主力由闻喜秘密北上。于8月14日突然发起同蒲战役，攻击驻守洪洞地区的国军。国军放弃外围据点退守城区进行抵抗。16日晚，第11旅部队攻克洪洞县城，全歼守军。与此同时，第10旅攻打赵城，于17日攻破赵成，赵城守军试图突围西撤，但终被全歼。
8月19日，毛泽东获悉陈赓部攻克洪洞和赵城后，极为高兴，立即致电祝贺，并要求陈赓乘势占领霍县、灵石，创造战机，待胡宗南北进后，各个击破歼灭之。陈赓得令后，立即命令晋冀鲁豫野战军第11旅兼程北上。8月21日，第11旅在第24旅的协同下，攻克霍县，歼灭守军大部。此时，灵石的阎军弃城撤退，第11旅以一部占领灵石，以一部西渡汾河，追击撤退的国军，歼灭一个营，9月1日又攻克富家滩煤矿及车站，至此，同蒲战役结束。

## 战役结果
同蒲战役历时半个月，中共晋冀鲁豫野战军第四纵队和太岳军区部队连克洪洞、赵城、霍县、灵石、汾西等地，歼敌1.5万余人，控制铁路线130公里。重创了国民革命军阎锡山部，切断了同蒲铁路交通，粉碎了国军南北合击陈赓部，打通同蒲路的企图，为晋冀鲁豫野战军对北进的国军胡宗南部作战创造了有利态势。